# Cassionympha cassius
Cassionympha cassius là một loài bướm ngày thuộc họ Nymphalidae. Nó được tìm thấy ở Nam Phi, it is common in cool và moist forests, coastal và riverine bush và kloofs ở Tây Cape dọc theo miền tây coast qua Đông Cape to KwaZulu-Natal, miền đông slopes of the escarpment through Swaziland và Mpumalanga to the Soutpansberg in the tỉnh Limpopo.
Sải cánh dài 34–38 mm đối với con đực và 36–42 mm đối với con cái. Con trưởng thành bay từ tháng 9 đến tháng 5 (nhiều nhất vào từ tháng 9 đến tháng 5).
Ấu trùng ăn các loài Poaceae, bao gồm Pentaschistis capensis và Juncus capensis.